# Vaaksinjärvi
Vaaksinjärvi är en sjö i Finland. Den ligger i kommunen Nurmijärvi i landskapet Nyland, i den södra delen av landet, 40 km norr om huvudstaden Helsingfors. Vaaksinjärvi ligger 114 meter över havet. Arean är 47,5 hektar och strandlinjen är 4,67 kilometer lång. Sjön  ingår i Vanda å huvudavrinningsområde.   I omgivningarna runt Vaaksinjärvi växer i huvudsak blandskog. Ön Isosaari finns i Vaaksinjärvi.